# Aleksandr Kerzhakov
Aleksandr Anatólievich Kerzhakov (en ruso: Алекса́ндр Анато́льевич Кержако́в; pronunciado [kjərʑɐ'kof]) (Kingisepp; 27 de noviembre de 1982) es un exfutbolista ruso.

## Trayectoria

### Zenit de San Petersburgo
Kerzhakov comenzó jugando, en el año 2000, en un club amateur de San Petersburgo, el F. C. Svetogorets. En 2001, fue transferido al Zenit de San Petersburgo, marco su primer gol en junio ante el Spartak de Moscú. Ya en su primera temporada se convirtió en la segunda opción ofensiva tras Gennadiy Popovich. En el 2002, Kerzhakov debutaría en la selección de fútbol de Rusia.
Para 2003, Kerzhakov ya era el delantero titular del Zenit, y en 2004 logró ser el máximo anotador del campeonato ruso. Durante las siguientes temporadas, Kerzhakov se convirtió en uno de los más prolíficos delanteros de Rusia. Pero en 2006, el nuevo entrenador, Dick Advocaat, relegó a Kerzhakov a la suplencia, de modo que decidió buscar nuevo equipo.

### Sevilla
En diciembre de 2006, Kerzhakov se mudó a España fichando por el Sevilla F. C., firmando un contrato de 5 años y medio de duración. Petición expresa del entrenador Juande Ramos, se convirtió en el tercer delantero del equipo tras Luís Fabiano y Frédéric Kanouté.
En octubre de 2007, con la marcha de Juande Ramos, la participación de Kerzhakov en el equipo se redujo, siendo relegado a quinto delantero. Surgieron rumores del interés de clubes como el Manchester United, Paris Saint-Germain o Tottenham Hotspur, pero en enero de 2008, Kerzhakov abandonó el Sevilla y regresó a su país natal, fichando por el Dinamo Moscú.

### Dinamo Moscú
En febrero de 2008, se anunció que Kerzhakov había firmado un contrato de tres años con el Dinamo Moscú. En sus dos temporadas con los moscovitas, Kerzhakov disputó 51 encuentros y marcó 20 goles. Pese a ser delantero killer, Kerzhakov también comenzó a desempeñar posiciones en el centro del campo y la banda.

### Regreso a Zenit de San Petersburgo
En enero de 2010, el Zenit de San Petersburgo anunciaba el retorno de Kerzhakov al que fue su antiguo club. Pese a tardar tres meses en anotar su primer gol, Kerzhakov se convirtió en el delantero referente del equipo, y para la temporada 2012-13 llevaba unas impresionantes estadísticas de 44 goles en 69 encuentros.

## Clubes
- Actualizado al 1 de diciembre de 2015.

| Club                  | País   | Año         | Partidos | Goles |
| --------------------- | ------ | ----------- | -------- | ----- |
| Zenit San Petersburgo | Rusia  | 2000 - 2006 | 205      | 95    |
| Sevilla               | España | 2007 - 2008 | 45       | 11    |
| Dinamo Moscú          | Rusia  | 2008 - 2009 | 58       | 25    |
| Zenit San Petersburgo | Rusia  | 2010 - 2017 | 159      | 65    |
| FC Zürich (cedido)    | Suiza  | 2016        | 17       | 5     |

## Estadísticas en clubes
- Actualizado el 27 de noviembre de 2015.

| Club                 | Temporada | Liga     | Liga  | Copas Nacionales | Copas Nacionales | Copas Internacionales | Copas Internacionales | Supercopa Nacional | Supercopa Nacional | Total    | Total |
| Club                 | Temporada | Partidos | Goles | Partidos         | Goles            | Partidos              | Goles                 | Partidos           | Goles              | Partidos | Goles |
| -------------------- | --------- | -------- | ----- | ---------------- | ---------------- | --------------------- | --------------------- | ------------------ | ------------------ | -------- | ----- |
| Zenit · Rusia        | 2001      | 28       | 6     | 5                | 2                | 0                     | 0                     | 0                  | 0                  | 33       | 8     |
| Zenit · Rusia        | 2002      | 29       | 14    | 2                | 0                | 2                     | 2                     | 0                  | 0                  | 33       | 16    |
| Zenit · Rusia        | 2003      | 27       | 13    | 3                | 3                | 0                     | 0                     | 0                  | 0                  | 30       | 16    |
| Zenit · Rusia        | 2004      | 29       | 18    | 6                | 6                | 7                     | 6                     | 0                  | 0                  | 42       | 30    |
| Zenit · Rusia        | 2005      | 25       | 7     | 5                | 5                | 14                    | 7                     | 0                  | 0                  | 44       | 19    |
| Zenit · Rusia        | 2006      | 21       | 6     | 2                | 0                | 0                     | 0                     | 0                  | 0                  | 23       | 6     |
| Zenit · Rusia        | Total     | 159      | 64    | 23               | 16               | 23                    | 15                    | 0                  | 0                  | 205      | 95    |
| Sevilla · España     | 2006/07   | 15       | 5     | 4                | 0                | 8                     | 2                     | 0                  | 0                  | 27       | 7     |
| Sevilla · España     | 2007/08   | 11       | 3     | 2                | 0                | 3                     | 1                     | 2                  | 0                  | 18       | 4     |
| Sevilla · España     | Total     | 26       | 8     | 6                | 0                | 11                    | 3                     | 2                  | 0                  | 45       | 11    |
| Dinamo Moscú · Rusia | 2008      | 27       | 7     | 1                | 3                | 0                     | 0                     | 0                  | 0                  | 28       | 10    |
| Dinamo Moscú · Rusia | 2009      | 24       | 12    | 2                | 2                | 4                     | 1                     | 0                  | 0                  | 30       | 15    |
| Dinamo Moscú · Rusia | Total     | 51       | 19    | 3                | 5                | 4                     | 1                     | 0                  | 0                  | 58       | 25    |
| Zenit · Rusia        | 2010      | 28       | 13    | 1                | 0                | 8                     | 5                     | 0                  | 0                  | 37       | 18    |
| Zenit · Rusia        | 2011/12   | 32       | 23    | 2                | 0                | 4                     | 0                     | 0                  | 0                  | 38       | 23    |
| Zenit · Rusia        | 2012/13   | 23       | 10    | 1                | 0                | 8                     | 1                     | 1                  | 1                  | 33       | 12    |
| Zenit · Rusia        | 2013/14   | 19       | 5     | 0                | 0                | 11                    | 3                     | 1                  | 0                  | 31       | 8     |
| Zenit · Rusia        | 2014/15   | 14       | 3     | 0                | 0                | 6                     | 1                     | 0                  | 0                  | 20       | 4     |
| Zenit · Rusia        | Total     | 116      | 55    | 4                | 0                | 37                    | 10                    | 2                  | 0                  | 159      | 65    |
| Total carrera        |           | 352      | 146   | 36               | 21               | 75                    | 29                    | 4                  | 0                  | 467      | 196   |

## Selección nacional
Fue internacional con la selección de fútbol de Rusia en 90 ocasiones marcando 30 goles, lo que le convirtió en el máximo goleador en la historia del combinado ruso.
El 14 de mayo de 2008, Guus Hiddink hace oficial la lista de jugadores que defenderán la elástica rusa en la Eurocopa 2008 y deja fuera a Kerzhakov, alegando que "Kerzhakov no irá a la Eurocopa porque buscamos delanteros que sean capaces de jugar por las bandas. No sólo se trata de marcar goles, sino de participar en el juego. Lamentablemente, no todos cumplen ese criterio",
El 12 de mayo de 2014, Fabio Capello, el nuevo director técnico de la selección nacional de Rusia, incluyó a Kerzhakov en la lista provisional de 30 jugadores que iniciarán la preparación con miras a la Copa Mundial de Fútbol de 2014. El 2 de junio fue ratificado por Capello en la nómina definitiva de 23 jugadores.

### Participaciones en Copas del Mundo
| Mundial                        | Sede                  | Resultado    | PJ | Goles |
| ------------------------------ | --------------------- | ------------ | -- | ----- |
| Copa Mundial de Fútbol de 2002 | Corea del Sur y Japón | Primera fase | 3  | 0     |
| Copa Mundial de Fútbol de 2014 | Brasil                | Primera fase | 1  | 1     |

#### Goles internacionales
| #  | Fecha      | Lugar                                         | Rival         | Score | Resultado | Competición                               |
| -- | ---------- | --------------------------------------------- | ------------- | ----- | --------- | ----------------------------------------- |
| 1  | 21-08-2002 | Lokomotiv Stadium, Moscú, Rusia               | Suecia        | 1 – 0 | 1 – 1     | Amistoso                                  |
| 2  | 07-09-2002 | Lokomotiv Stadium, Moscú, Rusia               | Irlanda       | 3 – 1 | 4 – 2     | Clasificación Eurocopa 2004               |
| 3  | 16-10-2002 | Central Stadium, Volgogrado, Rusia            | Albania       | 1 – 0 | 4 – 1     | Clasificación Eurocopa 2004               |
| 4  | 26-03-2005 | Rheinpark Stadion, Vaduz, Liechtenstein       | Liechtenstein | 0 – 1 | 1 – 2     | Clasificación Copa Mundial de Fútbol 2006 |
| 5  | 03-09-2005 | Lokomotiv Stadium, Moscú, Rusia               | Liechtenstein | 1 – 0 | 2 – 0     | Clasificación Copa Mundial de Fútbol 2006 |
| 6  | 03-09-2005 | Lokomotiv Stadium, Moscú, Rusia               | Liechtenstein | 2 – 0 | 2 – 0     | Clasificación Copa Mundial de Fútbol 2006 |
| 7  | 08-10-2005 | Lokomotiv Stadium, Moscú, Rusia               | Luxemburgo    | 2 – 0 | 5 – 1     | Clasificación Copa Mundial de Fútbol 2006 |
| 8  | 24-03-2007 | A. Le Coq Arena, Tallin, Estonia              | Estonia       | 0 – 1 | 0 – 2     | Clasificación Eurocopa 2008               |
| 9  | 24-03-2007 | A. Le Coq Arena, Tallin, Estonia              | Estonia       | 0 – 2 | 0 – 2     | Clasificación Eurocopa 2008               |
| 10 | 02-06-2007 | Petrovsky Stadium, San Petersburgo, Rusia     | Andorra       | 1 – 0 | 4 – 0     | Clasificación Eurocopa 2008               |
| 11 | 02-06-2007 | Petrovsky Stadium, San Petersburgo, Rusia     | Andorra       | 2 – 0 | 4 – 0     | Clasificación Eurocopa 2008               |
| 12 | 02-06-2007 | Petrovsky Stadium, San Petersburgo, Rusia     | Andorra       | 3 – 0 | 4 – 0     | Clasificación Eurocopa 2008               |
| 13 | 08-09-2007 | Lokomotiv Stadium, Moscú, Russia              | Macedonia     | 3 – 0 | 3 – 0     | Clasificación Eurocopa 2008               |
| 14 | 10-06-2009 | Helsinki Olympic Stadium, Helsinki, Finlandia | Finlandia     | 0 – 1 | 0 – 3     | Clasificación Copa Mundial de Fútbol 2010 |
| 15 | 10-06-2009 | Helsinki Olympic Stadium, Helsinki, Finlandia | Finlandia     | 0 – 2 | 0 – 3     | Clasificación Copa Mundial de Fútbol 2010 |
| 16 | 10-09-2010 | Aviva Stadium, Dublín, Irlanda                | Irlanda       | 0 – 1 | 2 – 3     | Clasificación Eurocopa 2012               |
| 17 | 10-12-2010 | Philip II Arena, Skopie, Macedonia            | Macedonia     | 0 – 1 | 0 – 1     | Clasificación Eurocopa 2012               |
| 18 | 11-09-2012 | Tel Aviv, Israel                              | Israel        | 0 - 1 | 0 - 4     | Clasificación Copa Mundial de Fútbol 2014 |
| 19 | 11-09-2012 | Tel Aviv, Israel                              | Israel        | 0 - 3 | 0 - 4     | Clasificación Copa Mundial de Fútbol 2014 |
| 20 | 12-10-2012 | Moscú, Rusia                                  | Portugal      | 1 - 0 | 1 - 0     | Clasificación Copa Mundial de Fútbol 2014 |
| 21 | 06-09-2013 | Kazán, Rusia                                  | Luxemburgo    | 3 - 0 | 4 - 1     | Clasificación Copa Mundial de Fútbol 2014 |
| 22 | 11-10-2013 | Luxemburgo                                    | Luxemburgo    | 0 - 4 | 0 - 4     | Clasificación Copa Mundial de Fútbol 2014 |
| 23 | 17-06-2014 | Arena Pantanal, Cuiabá, Brasil                | Corea del Sur | 1 - 1 | 1 - 1     | Copa Mundial de Fútbol de 2014            |

## Palmarés

### Campeonatos nacionales
| Título                   | Club                  | País   | Año     |
| ------------------------ | --------------------- | ------ | ------- |
| Copa de la Liga de Rusia | Zenit San Petersburgo | Rusia  | 2003    |
| Copa del Rey             | Sevilla               | España | 2006/07 |
| Supercopa de España      | Sevilla               | España | 2008    |
| Liga Premier de Rusia    | Zenit San Petersburgo | Rusia  | 2010    |
| Liga Premier de Rusia    | Zenit San Petersburgo | Rusia  | 2011/12 |
| Liga Premier de Rusia    | Zenit San Petersburgo | Rusia  | 2014/15 |
| Supercopa de Rusia       | Zenit San Petersburgo | Rusia  | 2015    |
| Copa de Suiza            | FC Zürich             | Suiza  | 2015/16 |
| Supercopa de Rusia       | Zenit San Petersburgo | Rusia  | 2016    |

### Campeonatos internacionales
| Título          | Club    | País   | Año  |
| --------------- | ------- | ------ | ---- |
| Copa de la UEFA | Sevilla | España | 2007 |